# 目平湖
目平湖是一个位于中国湖南省汉寿、沅江县的湖泊，面积约为350平方千米，蓄水量约为246000万立方米。